# 室女座ζ
室女座ζ，又名BD+00 3076，HD 118098、SAO 139420、HR 5107，是室女座的一颗恒星，视星等为3.37，位于銀經325.25，銀緯60.39，其B1900.0坐标为赤經13h 29m 35.8s，赤緯-0° 60.39′ 5″。